# Ash - Cenere mortale
Ash - Cenere mortale (Ash) è un film del 2025 diretto da Flying Lotus.

## Trama
La giovane astronauta Riya si risveglia bruscamente in una stazione scientifica su un pianeta lontano, desolato e soprannominato “Ash”. Non ricorda come sia arrivata lì, né cosa sia successo alla missione. Affiorano solo frammenti confusi di ricordi e incubi. Mentre esplora la struttura, Riya scopre i cadaveri di alcuni membri dell’equipaggio e viene improvvisamente interrotta dall’arrivo di un uomo attraverso il portello d’ingresso. L’uomo si presenta come Brion, sostiene di conoscerla e dice di essere sceso dalla stazione orbitale dopo aver ricevuto un segnale di soccorso da parte sua. Nel corso delle loro ricerche per capire cosa sia accaduto alla missione, Riya e Brion ricostruiscono gradualmente il contesto: facevano parte di un'ultima spedizione terrestre alla ricerca di pianeti abitabili, dopo il fallimento di sei missioni precedenti. Con loro c’erano Adhi, il comandante della squadra; Kevin, il compagno di Riya; Clarke e Davis. La stazione, però, è ormai compromessa, e la vita della coppia è in pericolo: i sistemi vitali stanno collassando e manca poco alla prossima finestra per raggiungere il modulo orbitale. Tuttavia, i ricordi di Riya diventano sempre più inquietanti. Flashback frammentari rivelano immagini violente e confuse, in cui lei stessa appare coinvolta nella morte dei compagni. L’indizio più sconvolgente arriva quando scopre che Clarke potrebbe essere ancora viva e si è nascosta nei condotti di manutenzione. Un tempo affidabile e razionale, ora Riya dubita della propria mente e delle sue percezioni. Durante un’ispezione con Brion, emergono nuovi elementi inquietanti: il pianeta ospita misteriosi congegni di origine aliena, simili a convertitori atmosferici. La loro attivazione accidentale ha causato la morte di Davis. I sospetti si intensificano, così come i contrasti tra Riya e Brion, divisi tra la necessità di sopravvivere e la volontà di comprendere la minaccia aliena. Man mano che la tensione sale e il tempo stringe, Riya dovrà affrontare non solo il pericolo esterno, ma anche l’inquietante possibilità che il nemico si nasconda dentro di lei. La lotta per la verità diventa una corsa contro la follia, in un incubo tra ricordi distorti e minacce invisibili.

## Produzione
Le riprese si sono svolte interamente in Nuova Zelanda all'interno di un ex stabilimento di produzione di porte ed utilizzando una telecamera "Arri Alexa 35" nel 2023.

## Distribuzione
Il film è stato distribuito in streaming sulla piattaforma Amazon Prime Video il 24 aprile 2025.